# غیسلین رویر سوف
غیسلین رویر سوف (انگلیسی: Ghislaine Royer-Souef؛ زادهٔ ۱۵ ژانویهٔ ۱۹۵۳) بازیکن فوتبال اهل فرانسه است.